# 歐洲海馬
歐洲海馬為輻鰭魚綱棘背魚目海龍魚科的其中一種，分布於東大西洋區，從不列顛群島至幾內亞灣海域，棲息深度60公尺，背鰭軟條16-19枚，體環35-38個，體色多變，黃色、黑色、橘色或紫色，有時體具有白色小斑點，體長可達15公分，棲息在岩石底質或海草床，屬肉食性，以小型甲殼類為食，卵胎生，可作為觀賞魚。